# Firma de anillo
En criptografía, una firma de anillo (del inglés ring signature) o firma de círculo es un tipo de firma digital que puede ser creada por cualquier miembro de un grupo de usuarios, en el que cada usuario tiene su clave. Una de las propiedades de seguridad que las firmas de anillo deben cumplir es que no debe ser posible averiguar qué clave concreta de los usuarios del grupo fue utilizada para calcular la firma.

## Historia
Las firmas de anillo fueron inventadas por Ron Rivest, Adi Shamir, and Yael Tauman, y presentadas en ASIACRYPT en 2001. El nombre "firma de círculo" procede de la estructura circular del algoritmo de cifrado.

## Definición
Supón que en un grupo de usuarios cada uno tiene una clave secreta y una clave pública (PK1, SK1), (PK2, SK2), ... ,(PKn, SKn). El usuario i puede calcular una firma de anillo σ de un mensaje m utilizando como variables de entrada  (m, SKi, PK1, ... , PKn). Cualquiera puede verificar la validez de una firma de anillo 
σ de un mensaje m con las claves públicas PK1, ... , PKn. La entidad que verifica la firma no necesita saber cuál es la clave pública correspondiente a la clave secreta que se utilizó para calcular la firma de anillo. Por otro lado, no debe ser posible que un usuario que no conoce ninguna de las claves secretas de los miembros del grupo sea capaz de calcular una firma que se pueda verificar correctamente con las claves públicas de los miembros del grupo.